# Găiceana
Găiceana è un comune della Romania di 3 007 abitanti, ubicato nel distretto di Bacău, nella regione storica della Moldavia.
Il comune è formato dall'unione di 4 villaggi: Arini, Găiceana, Huțu, Popești.